# Ельзофф
Ельзофф (нім. Elsoff) — громада в Німеччині, розташована в землі Рейнланд-Пфальц. Входить до складу району Вестервальд. Складова частина об'єднання громад Реннерод.
Площа — 9,44 км2. Населення становить 902 ос. (станом на 31 грудня 2020).